# サークル文庫
サークル文庫（ - ぶんこ）は、サークル出版社発行・星雲社発売のライトノベル系文庫レーベル。
1996年12月に創刊したが、1998年7月にサークル出版社が出版事業より撤退しアダルトゲームメーカー（ADNiS）へ業種転換したことに伴い、わずか8冊が刊行されたのみで全タイトルが絶版となった。
なお、中里融司「デモンズサモナー」シリーズは完結編となる第4巻「浄闇の印章」が1999年にノアール出版より新書で刊行された（その後、2006年にソフトバンククリエイティブ・GA文庫に再録されている）。

## タイトル一覧
- あすか120%（桑原忍）

1. ファーストイグニッション
2. セカンドビジョンクエスト

- 石のハートのアクトレス（葛西伸哉）　イラスト：渡瀬希美
- デモンズサモナー（中里融司）　表紙:米村孝一郎 口絵:中村博文 本編挿画:鈴木理華

1. 王権の剣
2. 薄暮の灯火
3. 黄金の指輪

- 書神バトラーズ　ノストラダムスの後継者（大林憲司）　イラスト:美樹本晴彦
- 魔術師（マグス）の名はシモン（富永浩史）　イラスト:米村孝一郎